# Esgrima nos Jogos Pan-Americanos de 2011
A esgrima nos Jogos Pan-Americanos de 2011 foi realizada em Guadalajara, México, entre 24 e 29 de outubro. Foram disputados doze eventos no Ginásio de Usos Múltiplos, sendo seis no masculino e seis no feminino, divididos em três categorias: espada, florete e sabre.
Os Estados Unidos foram os maiores vencedores de medalhas de ouro da competição, conquistando 11 das 12 medalhas em disputa na esgrima.

## Calendário
| Outubro | 13 | 14 | 15 | 16 | 17 | 18 | 19 | 20 | 21 | 22 | 23 | 24 | 25 | 26 | 27 | 28 | 29 | 30 |
| ------- | -- | -- | -- | -- | -- | -- | -- | -- | -- | -- | -- | -- | -- | -- | -- | -- | -- | -- |
| Esgrima |    |    |    |    |    |    |    |    |    |    |    | 2  | 2  | 2  | 2  | 2  | 2  |    |

|  | Dia de competição |  | Dia de final |

## Países participantes
Abaixo, a quantidade de atletas enviados por cada país, de acordo com o evento.
| CON                      | Masculino  | Masculino | Masculino  | Masculino | Masculino  | Masculino | Feminino   | Feminino | Feminino   | Feminino | Feminino   | Feminino | Atletas |
| CON                      | Espada     | Espada    | Florete    | Florete   | Sabre      | Sabre     | Espada     | Espada   | Florete    | Florete  | Sabre      | Sabre    | Atletas |
| CON                      | Individual | Equipes   | Individual | Equipes   | Individual | Equipes   | Individual | Equipes  | Individual | Equipes  | Individual | Equipes  | Atletas |
| ------------------------ | ---------- | --------- | ---------- | --------- | ---------- | --------- | ---------- | -------- | ---------- | -------- | ---------- | -------- | ------- |
| ARG Argentina            | 1          |           | 2          | X         | 2          | X         | 2          | X        |            |          | 2          | X        | 13      |
| BRA Brasil               |            |           | 2          | X         | 2          | X         | 2          | X        | 2          | X        | 2          | X        | 15      |
| CAN Canadá               | 2          | X         | 2          | X         | 2          | X         | 2          | X        | 2          | X        | 1          |          | 16      |
| CHI Chile                | 2          | X         | 2          | X         | 2          | X         | 2          | X        | 2          | X        |            |          | 15      |
| COL Colômbia             | 2          | X         |            |           | 1          |           |            |          |            |          |            |          | 4       |
| CRC Costa Rica           |            |           |            |           |            |           | 1          |          |            |          |            |          | 1       |
| CUB Cuba                 | 2          | X         | 2          | X         | 2          | X         | 2          | X        | 2          | X        | 2          | X        | 18      |
| DOM República Dominicana |            |           |            |           |            |           | 1          |          | 1          |          | 2          | X        | 5       |
| ESA El Salvador          | 2          | X         | 1          |           | 1          |           |            |          | 1          |          |            |          | 6       |
| GUA Guatemala            | 1          |           |            |           |            |           |            |          |            |          |            |          | 1       |
| MEX México               | 2          | X         | 2          | X         | 2          | X         | 2          | X        | 2          | X        | 2          | X        | 18      |
| PAN Panamá               |            |           |            |           |            |           |            |          |            |          | 2          | X        | 3       |
| PUR Porto Rico           |            |           | 1          |           |            |           |            |          | 2          | X        | 1          |          | 5       |
| USA Estados Unidos       | 2          | X         | 2          | X         | 2          | X         | 2          | X        | 2          | X        | 2          | X        | 18      |
| VEN Venezuela            | 2          | X         | 2          | X         | 2          | X         | 2          | X        | 2          | X        | 2          | X        | 18      |
| Total atletas            | 18         | 24        | 18         | 24        | 18         | 24        | 18         | 24       | 18         | 24       | 18         | 24       | 156     |
| Total CONs               | 10         | 8         | 10         | 8         | 10         | 8         | 10         | 8        | 10         | 8        | 10         | 8        | 15      |

## Medalhistas
Masculino
| Evento                       | Ouro                                                                                      | Prata                                                                             | Bronze                                                                       |
| ---------------------------- | ----------------------------------------------------------------------------------------- | --------------------------------------------------------------------------------- | ---------------------------------------------------------------------------- |
| Espada individual detalhes   | Weston Kelsey USA Estados Unidos                                                          | Rubén Limardo VEN Venezuela                                                       | Silvio Fernández VEN Venezuela Reynier Henríquez CUB Cuba                    |
| Florete individual detalhes  | Alexander Massialas USA Estados Unidos                                                    | Felipe Alvear CHI Chile                                                           | Antonio Leal VEN Venezuela Guilherme Toldo BRA Brasil                        |
| Sabre individual detalhes    | Philippe Beaudry CAN Canadá                                                               | Timothy Morehouse USA Estados Unidos                                              | Hernán Jansen VEN Venezuela Joseph Polossifakis CAN Canadá                   |
| Espada por equipes detalhes  | Weston Kelsey Cody Mattern Gerek Meinhardt Soren Thompson USA Estados Unidos              | Silvio Fernández Francisco Limardo Rubén Limardo Jhon Pérez VEN Venezuela         | Tigran Bajgoric Igor Gantsevich Etienne Lalonde Vincent Pelletier CAN Canadá |
| Florete por equipes detalhes | Miles Chamley-Watson Benjamin Igoe Alexander Massialas Gerek Meinhardt USA Estados Unidos | Tigran Bajgoric Etienne Lalonde Anthony Prymack Nicolas Teisseire CAN Canadá      | Renzo Agresta Fernando Scavasin Heitor Shimbo Guilherme Toldo BRA Brasil     |
| Sabre por equipes detalhes   | Miles Chamley-Watson Benjamin Igoe Timothy Morehouse James Williams USA Estados Unidos    | Philippe Beaudry Vincent Couturier Joseph Polossifakis Anthony Prymack CAN Canadá | Renzo Agresta William de Moraes Tywilliam Pacheco Heitor Shimbo BRA Brasil   |

Feminino
| Evento                       | Ouro                                                                                | Prata                                                                       | Bronze                                                                         |
| ---------------------------- | ----------------------------------------------------------------------------------- | --------------------------------------------------------------------------- | ------------------------------------------------------------------------------ |
| Espada individual detalhes   | Kelley Hurley USA Estados Unidos                                                    | Courtney Hurley USA Estados Unidos                                          | Elida Agüero ARG Argentina Yamirka Rodríguez CUB Cuba                          |
| Florete individual detalhes  | Lee Kiefer USA Estados Unidos                                                       | Nzingha Prescod USA Estados Unidos                                          | Nataly Michel MEX México Monica Peterson CAN Canadá                            |
| Sabre individual detalhes    | Mariel Zagunis USA Estados Unidos                                                   | Alejandra Benítez VEN Venezuela                                             | Yaritza Goulet CUB Cuba Eileen Grench PAN Panamá                               |
| Espada por equipes detalhes  | Lindsay Campbell Courtney Hurley Kelley Hurley USA Estados Unidos                   | Daria Jorquera Sandra Sassine Sherraine Schalm Ainsley Switzer CAN Canadá   | Alexandra Avena Alely Hernández Andrea Millán Alejandra Terán MEX México       |
| Florete por equipes detalhes | Lee Kiefer Ibtihaj Muhammad Nzingha Prescod Doris Willette USA Estados Unidos       | Alanna Goldie Monica Peterson Kelleigh Ryan Sandra Sassine CAN Canadá       | Johanna Fuenmayor Mariana González María Martínez Yulitza Suárez VEN Venezuela |
| Sabre por equipes detalhes   | Lindsay Campbell Ibtihaj Muhammad Dagmara Wozniak Mariel Zagunis USA Estados Unidos | Angelica Aguilar Ursula González Angelica Larios Alejandra Terán MEX México | Alejandra Benítez María Blanco Patricia Contreras Yulitza Suárez VEN Venezuela |

## Quadro de medalhas
| Ordem | País               | Medalha de ouro | Medalha de prata | Medalha de bronze |    |
| ----- | ------------------ | --------------- | ---------------- | ----------------- | -- |
| 1     | USA Estados Unidos | 11              | 3                |                   | 14 |
| 2     | CAN Canadá         | 1               | 4                | 3                 | 8  |
| 3     | VEN Venezuela      |                 | 3                | 5                 | 8  |
| 4     | MEX México         |                 | 1                | 2                 | 3  |
| 5     | CHI Chile          |                 | 1                |                   | 1  |
| 6     | BRA Brasil         |                 |                  | 3                 | 3  |
|       | CUB Cuba           |                 |                  | 3                 | 3  |
| 8     | ARG Argentina      |                 |                  | 1                 | 1  |
|       | PAN Panamá         |                 |                  | 1                 | 1  |
| TOTAL | TOTAL              | 12              | 12               | 18                | 42 |